# TNT Express Meeting
Le TNT Express Meeting est un meeting international d'athlétisme qui se déroule une fois par an au Sletiště Stadium de Kladno, en République tchèque. Il réunit les meilleurs athlètes mondiaux dans les disciplines des épreuves combinées (décathlon chez les hommes et heptathlon chez les femmes). Créé en 2007, il fait partie de la Coupe du monde des épreuves combinées IAAF.

## Palmarès

### Hommes
| Année | Or                      | Or    | Argent                | Argent | Bronze                     | Bronze |
| ----- | ----------------------- | ----- | --------------------- | ------ | -------------------------- | ------ |
| 2007  | Roman Šebrle (CZE)      | 8697  | Dmitriy Karpov (KAZ)  | 8553   | Romain Barras (FRA)        | 8298   |
| 2008  | Maurice Smith (JAM)     | 8434  | Roman Šebrle (CZE)    | 8076   | Roland Schwarzl (AUT)      | 7787   |
| 2009  | Maurice Smith (JAM)     | 8157  | Roman Šebrle (CZE)    | 8058   | Dmitriy Karpov (KAZ)       | 8029   |
| 2010  | Oleksiy Kasyanov (UKR)  | 8381  | Aleksey Drozdov (RUS) | 8246   | Jamie Adjetey-Nelson (CAN) | 8239   |
| 2011  | Leonel Suárez (CUB)     | 8 231 | Hans van Alphen (BEL) | 8 120  | Willem Coertzen (RSA)      | 8 094  |
| 2012  | Dmitriy Karpov (KAZ)    | 8173  | Roman Šebrle (CZE)    | 8097   | Pelle Rietveld (NED)       | 8073   |
| 2013  | Andrei Krauchanka (BLR) | 8 380 | Dmitriy Karpov (KAZ)  | 7 978  | Marek Lukáš (CZE)          | 7 753  |
| 2014  | Oleksiy Kasyanov (UKR)  | 8 083 | Adam Helcelet (CZE)   | 7 989  | Eduard Mikhan (BLR)        | 7 987  |
| 2015  | Marek Lukáš (CZE)       | 7 892 | Martin Roe (NOR)      | 7 842  | Romain Martin (FRA)        | 7 825  |
| 2016  | Lars Rise (NOR)         | 7 925 | Marek Lukáš (CZE)     | 7 903  | Mikk Pahapill (EST)        | 7 814  |
| 2017  | Larbi Bourrada (ALG)    | 8 120 | Willem Coertzen (RSA) | 7 804  | Martin Roe (NOR)           | 7 741  |

### Femmes
| Année | Or                       | Or    | Argent                          | Argent | Bronze                       | Bronze |
| ----- | ------------------------ | ----- | ------------------------------- | ------ | ---------------------------- | ------ |
| 2007  | Lyudmyla Blonska (UKR)   | 6 354 | Karolina Tymińska (POL)         | 6 199  | Lyudmyla Yosypenko (UKR)     | 5 875  |
| 2008  | Lyudmyla Blonska (UKR)   | 6 421 | Karolina Tymińska (POL)         | 6 215  | Denisa Rosolová (CZE)        | 6 104  |
| 2009  | Nataliya Dobrynska (UKR) | 6 249 | Yuliya Tarasova (UZB)           | 5 916  | Helga Thorsteinsdóttir (ISL) | 5 878  |
| 2010  | Eliška Klučinová (CZE)   | 6 268 | Marina Goncharova (RUS)         | 6 182  | Lyudmyla Yosypenko (UKR)     | 6 142  |
| 2011  | Karolina Tyminska (POL)  | 6 516 | Aiga Grabuste (LAT)             | 6 252  | Kateřina Cachová (CZE)       | 5 897  |
| 2012  | Eliška Klucinová (CZE)   | 6 283 | Katarina Johnson-Thompson (GBR) | 6 248  | Yana Maksimava (BLR)         | 6 103  |
| 2013  | Hanna Melnychenko (UKR)  | 6 416 | Karolina Tymińska (POL)         | 6 360  | Eliška Klučinová (CZE)       | 6 190  |
| 2014  | Eliška Klucinová (CZE)   | 6 460 | Katsiaryna Netsviatayeva (BLR)  | 5 891  | Lucia Mokrášová (SVK)        | 5 769  |
| 2015  | Hanna Kasyanova (UKR)    | 6 277 | Eliška Klucinová (CZE)          | 6 148  | Karolina Tymińska (POL)      | 6 048  |
| 2016  | Kateřina Cachová (CZE)   | 6 328 | Yana Maksimava (BLR)            | 6 076  | Karolina Tymińska (POL)      | 6 075  |
| 2017  | Kateřina Cachová (CZE)   | 6 337 | Eliška Klucinová (CZE)          | 6 285  | Marthe Koala (BUR)           | 6 230  |